# Acoustically Challenged
Acoustically Challenged – akustyczny album koncertowy zespołu Pendragon z 2002. Został nagrany podczas występu w Studiu im. Agnieszki Osieckiej.

## Spis utworów
Album zawiera:
1. And We'll Go Hunting Deer – 5:33
2. Fallen Dreams and Angels – 5:30
3. A Man of Nomadic Traits – 6:20
4. World's End – 5:48
5. The Voyager – 9:06
6. Alaska – 8:38
7. The Pursuit of Excellence – 2:23
8. 2 AM – 4:19
9. Dark Summer's Day – 5:52
10. Unspoken Words – 4:45

## Skład zespołu
Twórcami albumu są:
- Nick Barrett – śpiew, gitara
- Clive Nolan – instrumenty klawiszowe
- Peter Gee – gitara basowa, gitara